# Дарвиново нанду
Дарвиново нанду (Rhea pennata), наричано също малко нанду, е южноамериканска птица от семейство нандута. Тя е по-малка от другия вид – обикновено нанду, който също обитава Южна Америка.

## Описание
Дарвиновото нанду има сиво или сиво-кафяво оперение. Височина до 90 cm, теглото му варира между 15 и 25 кг. От обикновеното нанду се отличава и по белите петна по гърба. При мъжките те са по-изразени, отколкото при женските, а при младите птици те напълно отсъстват.

## Разпространение
Съществуват два географски изолирани един от друг ареала на този вид нанду. По големият от тях обхваща Южна Аржентина – Патагония и Южните Анди. Вторият е разположен на север, в пограничните райони на Боливия и Чили, във високите Анди.
Независимо от това че ареалите на обикновеното и дарвиновото нанду се пресичат, двата вида предпочитат различни местообитания. Дарвиновото нанду се среща в степните местности, в които растат само храсти, които по-големият му родственик не обитава. Също се среща и по високопланинските плата в Андите от 3500 до 4500 м надм. височина. В Патагония се среща в прохладните умерени зони чак до южния край на континента. През 1936 г. няколко птици са пренесени на Огнена земя, и дарвиновото нанду се е разпространило и там.

## Подвидове
Наред с основния подвид Pterocnemia pennata pennata има още два географски изолирани подвида в средните Анди в пограничните райони на Перу, Боливия, Аржентина и Чили:
- Pterocnemia pennata pennata (Orbigny, 1834)
- Pterocnemia pennata tarapacensis (Chubb, 1913)
- Pterocnemia pennata garleppi (Chubb, 1913)

По мнението на някои специалисти, другите два подвида са отделен вид (Pterocnemia tarapacensis). Те са с по-сиво оперение и с по-слабо изразени люспести крака.